# Stradivarius (vêtements)
Pour les articles homonymes, voir Stradivarius (homonymie).
Stradivarius est une marque vestimentaire espagnole, propriété du groupe Inditex et exploitée par sa filiale Stradivarius España.
Le premier magasin Stradivarius a ouvert ses portes à Sabadell en Espagne en 1994.
La marque est rachetée en 1999 par le groupe Inditex pour un montant de 108 millions d'euros.

## En France
La filiale française de Stradivarius España a été créée le 3 avril 2006. Son siège social est à Paris au 18 avenue des Terroirs-de-France dans le 12e arrondissement. 
À fin avril 2020, elle dispose de 30 points de vente.
|                                           | 2015  | 2016 | 2017 | 2018 | 2019 |
| ----------------------------------------- | ----- | ---- | ---- | ---- | ---- |
| Chiffre d'affaires en millions d'euros    | 38    | 43   | 42   | 53   | 68   |
| Résultat net en millions d'euros (+ ou -) | - 1,2 | -2,7 | -3,2 | +1,3 | +1,4 |
| Effectif moyen annuel                     | 294   | 330  | 313  | 361  | 410  |